# Biscutella ambigua
Biscutella ambigua là một loài thực vật có hoa trong họ Cải. Loài này được DC. mô tả khoa học đầu tiên năm 1811.